# Інувіалуктун
Інувіалуктун (Iñuvialuktun / Inuvialuktun / Inuinnaqtun — ᐃᓄᐃᓐᓇᖅᑐᓐ) — одна з інуїтських мов, поширена на північному заході Канади. Ескімоси цієї території називаються інувіалуїт (Inuvialuit), а сама територія офіційно називається «Регіон поселення інувіалуїтів» (Inuvialuit Settlement Region) . Об'єднання «інувіалуктун» є етно-політичним, так як діалекти, що входять в це поняття, не утворюють окремої мови з точки зору лінгвістики.
Згідно з даними перепису 2001 року, на інувіалуктуні розмовляло 765 чол. (19,59% ескімосів-інувіалуїт). Для інувіалуктуну використовується алфавіт на основі латиниці і не використовується канадське складове письмо, широко поширене серед інуїтів Нунавуту.
У це поняття включають:
- Діалект ууммарміутун аляскинських інуїтів - поширений в місті Інувік і селі Аклавік;
- Діалект сіглітун (Маккензі) західноканадського інуктітуту - до 1980-х рр. вважався вимерлим, однак на ньому досі говорять у селах Полатак, Сакс-Харбор та Тактояктук;
- Діалект кангірьюарміутун копперського діалекту західноканадського інуктітуту - село Улукхакток (раніше - Холмен) на заході острова Вікторія.

Крім того, іноді в поняття «інувіалуктун» розширено включають інші діалекти копперського діалекту і навіть нетсілікський діалект далі на схід .

## Фрази
| українська                            | інувіалуктун                |
| ------------------------------------- | --------------------------- |
| Привіт                                | Atitu                       |
| Бувай                                 | Ilaannilu/Qakugulu          |
| Дякую                                 | Quyanainni                  |
| Завжди радий                          | Amiunniin                   |
| Як ся маєте?                          | Qanuq itpin?                |
| Добре (Відповідь на Як ся маєте?)     | Nakuyumi/Nakuyumi assi      |
| Доброго ранку                         | Ublaami                     |
| Так                                   | Ii                          |
| Ні                                    | Naaggai                     |
| Холодно! Бррр!                        | Alaappa!                    |
| Побачимось                            | Anaqanaallu                 |
| Ого/Чудово                            | Aqqali                      |
| Слухайте! Увага!                      | Ata!                        |
| Побачимось (у відповідь)              | Ilaanniptauq                |
| Воно схоже на це / Щось таке          | Imaaniittuaq                |
| Як оце                                | Imanna                      |
| Чий?                                  | Kia?                        |
| Хто це?                               | Kina una?                   |
| Де?                                   | Nani?/Naung?/Sumi?          |
| Звідки ви?                            | Nakinngaaqpin?/Sumiutauvin? |
| Скільки це коштує?                    | Qanuq akitutigivaa?         |
| Скільки йому/їй років?                | Qanuq ukiuqtutigiva?        |
| Як ви це називаєте?                   | Qanuq taivakpiung?          |
| Котра година?                         | Sumukpaung?                 |
| Навіщо?                               | Suksaq?                     |
| Чому?                                 | Suuq?                       |
| Що?                                   | Suva?/Suna?                 |
| Нічого / Не має значення / Все гаразд | Sunngittuq                  |
| Що ви робите?                         | Suvin?                      |
| Тут нічим не зарадиш! Надто погано.   | Qanurviituq!                |
| Власне                                | Nutim                       |
| Зробіть це ще раз!                    | Pipsaarung!                 |
| Йди вперед і зроби це                 | Piung                       |
| Надворі холодно!                      | Qiqauniqtuaq                |
| Різдво                                | Qitchirvik                  |
| Цукерка                               | Uqummiaqataaq               |
| Грати музику                          | Atuqtuuyaqtuaq              |
| Барабанні танці                       | Qilaun/Qilausiyaqtuaq       |
| Церква                                | Angaadjuvik                 |
| Дзвін                                 | Aviluraun                   |
| Ювелірні вироби                       | Savaqutit                   |
| Морозиво ескімо                       | Akutuq                      |
| Це все!                               | Taima!                      |

| Слова на позначення снігу у силітумі | Українською                       |
| ------------------------------------ | --------------------------------- |
| Apiqaun                              | перший осінній сніг, який не тане |
| Apusiqqaun                           | перший сніг                       |
| Aqiuyaq                              | невелика заметіль                 |
| Masak                                | мокрий сніг                       |
| Mauyaa                               | глибокий, м'який сніг             |
| Minguliruqtuaq                       | падає мокрий сніг                 |
| Piangnaq                             | хороший сніг для їзди на санах    |